# Elecciones legislativas de Colombia de 1949
En junio de 1949 se efectuaron en Colombia elecciones de los miembros de la Cámara de Representantes. 
Estos comicios se realizaron en un ambiente de profunda tensión y crisis política, debido al recrudecimiento del conflicto entre liberales y conservadores, trascurrido un año del asesinato de Jorge Eliécer Gaitán. En estas elecciones, el liberalismo se vería favorecido por una leve minoría que le permitiría controlar el poder legislativo, ejerciendo una enconada oposición al gobierno del conservador Mariano Ospina Pérez. Este nuevo congreso tomó posesión el 20 de julio y sólo sesionaría por cuatro meses, debido a que el gobierno decretó el estado de sitio el 10 de noviembre de 1949 cerrando el legislativo, como retaliación a un juicio político que iba a ser adelantado en su contra por parte de la mayoría opositora.

## Resultados
| Partido                        | Votos     | %    | Escaños en la Cámara | +/– |
| ------------------------------ | --------- | ---- | -------------------- | --- |
| Partido Liberal                | 937,600   | 53.5 | 69                   | –4  |
| Partido Conservador            | 806,759   | 46.1 | 63                   | +5  |
| Partido Socialista Democrático | 6,747     | 0.4  | 0                    | 0   |
| Otros votos                    | 698       | 0.0  | 0                    | –   |
| Total                          | 1,751,804 | 100  | 132                  | +1  |
| Censo electoral                | 2,773,804 |      | –                    | –   |

## Fuente
- Dieter Nohlen (Editor), Elections in the Americas. Vol 2: South America. Oxford University Press, 2005